# Марганце (община Търговище)
 Тази статия е за селото в община Търговище.  За селото в община Враня вижте Марганце (община Враня).  
Марганце или Марганци (на сръбски: Марганце или Margance) е село в община Търговище, Пчински окръг, Сърбия.

## География
Селото се намира в планински район. По своя план е пръснат тип селище. Отстои на 13,7 км северозападно от общинския център Търговище, на 36 км югоизточно от окръжния център Враня, на 1,9 км южно от село Чурковица, на 2,6 км западно от село Долно Пуношевце, на изток от село Лепчинце и непосредствено на юг от вранското село Марганце.

## История
Първоначално Марганце е купно село разположено в местността Старо селище. По-късно част от жителите му са заселват в имотите си извън селото и постепенно се оформят отделни махали. През 1878 г. селото е разделено между Сърбия и Османската империя, като двете му части се обособяват като самостоятелни селища.
Църквата „Света Троица“ е от 1804 година.
В края на XIX век Марганце е село в Прешевска кааза на Османската империя. Според патриаршеския митрополит Фирмилиан в 1902 година в Марганце има 30 сръбски патриаршистки къщи. По данни на секретаря на Българската екзархия Димитър Мишев („La Macédoine et sa Population Chrétienne“) в 1905 година в Марганци (Marganci) има 200 българи патриаршисти гъркомани.
По време на Първата световна война селото е във военновременните граници на Царство България, като административно е част от Бояновска околия на Кумановски окръг.
В 2002 година в селото има 37 сърби и 1 македонец. Според преброяването на населението от 2011 г. селото има 28 жители.